# NRW-Zertifikat
Das NRW-Zertifikat Professionelle Lehrkompetenz für die Hochschule (kurz NRW-Zertifikat) ist ein Weiterbildungsprogramm, das vom Hochschulnetzwerk NRW angeboten wird.
Diesem Netzwerk gehören derzeit 17 Universitäten und Hochschulen aus NRW an.
Das Programm besteht aus drei Modulen von insgesamt 200–240 Arbeitsstunden, die u. a. aus dem Besuch von Workshops zu hochschuldidaktischen Themen, Lehrhospitationen oder Coachings und der Durchführung eines Lehr-Lern-Projekts (z. B. Entwicklung einer neuen Lehrveranstaltung) bestehen. Nach Abschluss des Programms wird ein Zertifikat ausgestellt.
Ziel des Programms ist die (Weiter-)Qualifizierung der Lehrenden im Hinblick auf hochschuldidaktische Kompetenzen.
Das Hochschulnetzwerk wirbt damit, dass der Erwerb des Zertifikats den Nachweis der pädagogischen Eignung unterstützt, die im Hochschulgesetz NRW als Einstellungsvoraussetzung für Hochschullehrerinnen und Hochschullehrer genannt wird.

## Mitgliedshochschulen und ihre Einrichtungen
- RWTH Aachen: ExAcT - Excellent Academic Teaching[6]
- Universität Bielefeld: Zentrum für Lehren und Lernen[7]
- Ruhr-Universität Bochum: Zentrum für Wissenschaftsdidaktik - Hochschuldidaktik[8]
- Rheinische Friedrich-Wilhelms-Universität Bonn: Bonner Zentrum für Hochschullehre[9]
- Hochschule des Bundes für öffentliche Verwaltung: Referat W - Wissenschaftlicher Dienst[10]
- Technische Universität Dortmund: Zentrum für HochschulBildung - Bereich Hochschuldidaktik[11]
- Universität Duisburg-Essen: Zentrum für Hochschulqualiätsentwicklung[12]
- Heinrich-Heine-Universität Düsseldorf: Service-Center für gutes Lehren und Lernen[13]
- FernUniversität in Hagen: Zentrum für Lernen und Innovation[14]
- Universität zu Köln: Zentrum für Hochschuldidaktik[15]
- Deutsche Sporthochschule Köln: Qualifizierung und Beratung für Lehrende[16]
- Universität Münster: Zentrum für Hochschullehre[17]
- Deutsche Hochschule der Polizei: Projektbüro "Digitale Lehre" - Hochschuldidaktik[18]
- Universität Paderborn: Stabsstelle Bildungsinnovation und Hochschuldidaktik[19]
- Universität Siegen: Zentrum zur Förderung der Hochschullehre[20]
- Universität Witten-Herdecke: Hochschuldidaktik[21]
- Bergische Universität Wuppertal: Servicestelle akademische Personalentwicklung (SaPE)[22]